# ローレン・ファウスト
ローレン・ファウスト（Lauren Faust, 女性、1974年7月25日 - ）は、アメリカ合衆国のアニメーター。メリーランド州アナポリス出身。
夫は『パワーパフガールズ』の原作者として知られるクレイグ・マクラッケン。

## 略歴
カリフォルニア芸術大学でアニメーションを学ぶ。
現在は夫のクレイグ・マクラッケンと共に共同プロデューサーとしてディズニーのテレビアニメ 『なんだかんだワンダー』を制作している。

## フィルモグラフィー

### テレビアニメ
- The Maxx（英語版）（1995年）キャラクターレイアウト原画
- パワーパフガールズ (2001年 - 2004年、2009年）スーパーバイジングディレクター（シーズン4から）監督、脚本（シーズン3から）、絵コンテ（シーズン3から）
- フォスターズ・ホーム (2004年 - 2009年）スーパーバイジングプロデューサー、ストーリースーパーバイザー、キャラクターデザイン、絵コンテ、アニメーションディレクター
- マイリトルポニー〜トモダチは魔法〜 (2010年 - 2011年）原作、製作総指揮・総監督（シーズン1）、脚本、ストーリーボードアーティスト
- DC Nation Shorts（英語版）『Super Best Friends Forever』（2012年 - 2013年）原案、監督、キャラクターデザイン
- なんだかんだワンダー (2013年 - ) 共同プロデューサー、シリーズ構成、脚本、ディレクター
- DCスーパーヒーロー・ガールズ (2018年) デベロッパー

### 映画
- キャッツ・ドント・ダンス（1997年）ソイヤー担当アニメーター
- 魔法の剣 キャメロット（1998年）アニメーター
- アイアン・ジャイアント（1999年）アニメーター
- パワーパフガールズ・ムービー（2002年）ストーリー原案、脚本&絵コンテ、キャラクターデザイン、キャラクターレイアウト作画監督、キャラクターアニメーション補佐